# Jean-Paul Fitoussi

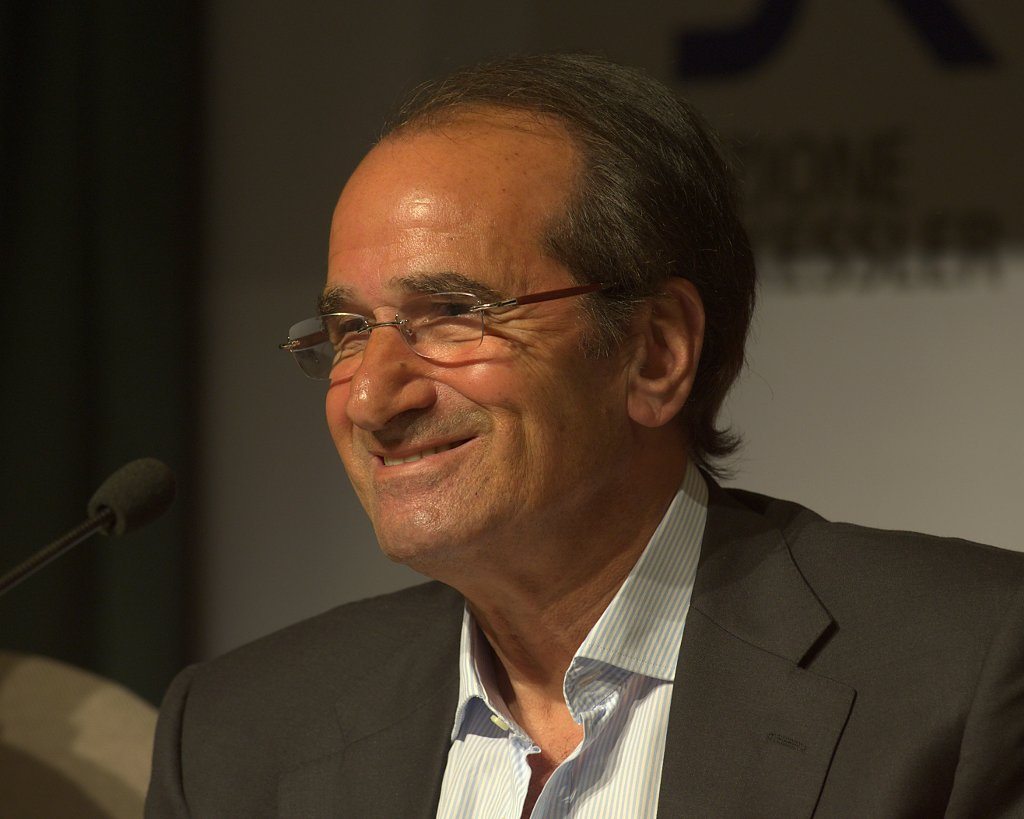
Fitoussi am Festival dell’Economia di Trento, 2009

Jean-Paul Fitoussi (* 19. August 1942 in La Goulette, Tunesien; † 15. April 2022 in Paris) war ein französischer Ökonom.

## Leben
1982 wurde er als Professor an das Institut d’études politiques de Paris (IEP) berufen und seit 1989 war er auch Präsident des Observatoire français des conjonctures économiques (OFCE). Er war Vorsitzender des Wissenschaftlichen Rates des IEP in Paris und seit 1997 Mitglied des Wirtschaftsanalyse-Rats des französischen Premierministers. Im Februar 2008 wurde er zusammen mit Joseph E. Stiglitz und Amartya Sen von Präsident Sarkozy in die Stiglitz-Sen-Fitoussi-Kommission berufen und übernahm dort die Koordination. Am 14. April 2008 wurde er in den Aufsichtsrat der Telecom Italia gewählt.

## Werk
Fitoussi arbeitete an Theorien über die Inflation, die Arbeitslosigkeit, offene Volkswirtschaften und die Rolle der makroökonomischen Politik. Er war ein Kritiker starrer Fiskal- und Geldpolitik, da diese negative Auswirkungen auf Wachstum und Beschäftigung habe. Seine letzten Arbeiten beschäftigten sich mit der Beziehung zwischen Demokratie und wirtschaftlicher Entwicklung.
Fitoussi plädierte dafür, den US-Dollar als internationale Reservewährung abzulösen und durch die Sonderziehungsrechte des IWF zu ersetzen.

## Veröffentlichungen
- mit Joseph E. Stiglitz, Martine Durand: Measuring What Counts: The Global Movement for Well-Being. New Press, New York 2020, ISBN 978-1-62097-569-5.